# Els primers freds
Els primers freds és una escultura monocroma de Miquel Blay, de la qual n'hi ha diverses versions, almenys una tallada en marbre blanc i una altra en bronze, que va ser exposada per primera vegada a l'Exposició Nacional de Madrid, el 1892. Amb aquesta obra Blay va trencar el llenguatge tradicional realista que s'havia mantingut en tota l'escultura del segle xix. La versió en marbre es troba al MNAC de Barcelona mentre que l'escultura en bronze és al Museu Regional de la Garrotxa, a Olot.
Amb aquesta obra primerenca, l'autor va rebre per primera vegada una medalla a l'Exposició Nacional de Madrid, i dos anys més tard menció extraordinària a l'Exposició de Belles Arts de Barcelona.

## Context
L'obra se situa als primers inicis del modernisme català, que comença oficialment entre l'Exposició Universal a Barcelona de 1888 i la pèrdua de les últimes colònies espanyoles el 1898. Es tracta d'una escultura encara realista, però que ja vol ser modernista i incorpora novetats respecte a les realistes tradicionals. El modernisme no s'havia definit encara clarament, però ja existia un desig de donar continuïtat a l'estil de la Renaixença catalana, tot i que incorporant les avantguardes europees com, per exemple, el romanticisme i el simbolisme, el desig de deixar de copiar la realitat (anècdotes o obres monumentals) per a expressar idees o símbols. L'escultura catalana de l'època s'inspirava molt del simbolisme de Rodin, que va renovar el llenguatge escultòric.
El 1888, Blay va aconseguir una beca per ampliar els seus estudis a l'estranger, i va marxar tres anys a París, que aleshores es considerava el centre del món de les belles arts. De dia anava a l'Escola de Belles Arts mentre que de nit estudiava a l'Acadèmia Julien, i també va prendre classes de Henry Chapu. Aquesta obra la va fer posteriorment, a Roma, encara que la va presentar a Madrid.

## Tema
Un ancià i una nena estan asseguts en un banc amb expressió de sofriment. La nena es recolza sobre l'espatlla de l'home, que intenta consolar-la. La idea no és completament original, el tema s'inspira en l'obra Edip a Colonna (1882), de Dominique Jean Hugues, realitzada en marbre blanc i al qual una dona jova vestida recolza el cap en l'espatlla d'un home barbut, més gran, amb pantalons i tors descobert, que mira al davant. L'escultura de Hugues però, representa un tema mitològic i de la literatura clàssica, i els personatges són Èdip i la seva filla Antígona, mentre que Blay els converteix en anònims, allunya les seves edats i els desvesteix.

## Descripció
El volum de l'escultura és rodó, i està finament treballada als detalls, amb molta traça. El punt de vista és frontal, l'escultura estàtica i expressiva, amb punts de vista formals, el marbre està polit.
L'escultura mostra dues persones, un home gran i una nena, segurament avi i neta, asseguts en un banc de pedra. La nena sembla buscar la protecció de l'home. A la versió en marbre els personatges apareixen nus, cosa que dramatitza encara més l'escena, i contrasten encara més la rudesa del cos de l'home amb les línies més suaus de la nena. En canvi, a la versió en bronze les figures estan vestides i transmeten més sensació d'orgull i el contraste és més clar als dos rostres, exageradament detallat a l'ancià i dolçament difuminat a la nena.
L'home té la barba llarga i mirada de resignació. L'esquena corbada, els genolls junts i les mans unides entre ells ens transmeten la fredor del temps. El gest de la nena és tendre i ple d'amor, mirant a l'home. Ell en canvi mira a l'infinit, on es troba l'espectador. Un detall que mostra la indefensió de la nena i contribueix a expressar tendresa és el fet que no arriba de peus a terra. Les cames també estan molt juntes per a protegir-se millor del fred, però a més estan en direcció a l'home, com buscant la seva escalfor.

## Composició
L'estructura de l'escultura està formada per un rectangle horitzontal, que correspon al banc, sobre el qual reposa un triangle rectangle de base el rectangle. El cos de la nena i els dos caps marquen la diagonal d'aquest triangle. Les cames de la nena formen una altra diagonal que, perllongada, s'uniria al vèrtex superior del triangle. El braç i la cama que l'home no té al costat de la nena formen el costat vertical del triangle.
Les línies són rectes. N'hi ha d'horitzontals: la del banc, a l'espatlla de la nena i el pit de l'home, la clavícula i les espatlles de l'home, etc.; verticals: la cama i braç dret de l'home, el peu esquerre de l'home amb l'espatlla i cap de la nena, etc.; i també de diagonals, com les cames de la nena i la cama dreta de l'home, a més de la principal per la qual passa el cos de la nena. En general, les línies verticals corresponen a l'home mentre que les diagonals formen part del cos més indefens de la nena.

## Estil
La versió en marbre, amb les figures nues i que, malgrat el que pugui semblar, mostra no només els sentiments de les figures, sinó el fred, és posterior a la versió en bronze. En el seu temps es va considerar que trencava amb l'academicisme. L'obra pertany a l'etapa romana —l'època en què va viure a Roma— de Blay.
La versió en marbre pertany a l'idealisme, un corrent potenciat per Josep Llimona i el Centre Artístic de Sant Lluc, mentre que la de bronze és una síntesi entre el realisme, l'idealisme i conté elements de Rodin (detallisme exagerat, cap de l'home, anecdotisme del banc, etc.), al que Blay va conèixer al seu viatge a París. Comencen a aparèixer els principis que definiran el modernisme, com per exemple, el simbolisme (difuminació dels cossos i marcat estat d'ànim dels personatges). Alguns detalls del realisme són, per exemple, els ossos marcats de la nena, en especial, les costelles i el maluc, i tots els detalls (tendons en tensió, pell arrugada, cabell, etc.) presents al de l'home. L'idealisme es mostra en les difuminacions i corbes suavitzades de la noia i també en el tema, així, el sofriment causat pel fred queda idealitzat en una escena tendra.
En aquesta obra contrasten el realisme de l'home amb l'idealisme de la nena, dues tendències entre les quals es debat l'obra de Blay i la de Llimona. La tècnica molt depurada i l'expressivitat dels personatges són característiques d'aquesta obra característiques de l'autor. Es tracta d'una de les primeres obres simbolistes d'Espanya.

## Anàlisis i Interpretació
El "fred" no és únicament una baixa temperatura en aquesta escultura sinó que també pot representar els mals temps que venen, políticament i socialment, i es pot referir al pas del temps, als freds de la mort de l'home gran, respecte a la joventut de la nena. Les edats de l'home, la joventut i la vellesa, són presents en forma de les dues figures. L'estat d'indefensió que mostren pot fer referència a un contingut social, de reivindicació de les classes populars, que estava de moda en aquell any, amb nombroses obres d'aquests temes com Vaga d'obrers a Biscaia, de Vicente Cutanda; Altra Margarida, de Joaquim Sorolla i Bastida; Sala d'hospital, de Lluís Jiménez; etc.

## Obra derivada
MargheritinaEl 1894, Blay va presentar a l'Exposició de Belles Arts de Barcelona l'escultura Els primers freds, però també, per separat, un estudi en marbre d'una nena, amb el mateix model de la nena d'Els primers freds. Aquest estudi de cos sencer va ser anomenat Margheritina i es conserva el Museo de Arte Moderno del Casón del Buen Retiro.
Cap de NenaUna altra sèrie és el cap d'una nena que es talla fins l'espatlla similar a la d'Els primers freds. En aquest cas està recolzada en una paret. Té una expressió de tristor i feblesa. Va nua i porta els cabells recollits del darrere. Va ser presentada a l'Exposició Blay-Casas, que s'organitzà en el taller de Ramon Casas, l'any 1904.
EsbósEl Museu d'Art de Girona exposa l'esbós Els primers freds a la sala dedicada als artistes dels segles XIX i XX, juntament amb altres obres de Miquel Blay i Fàbregas com Contra l'invasor i Girona. L'esbós va ser realitzat a Roma l'any 1892 i fa 31 x 21 x 13,5 cm i està fet de fang no cuit. Va ser donat per l'autor i no està firmat ni datat. Va participar en l'Exposició Nacional de Belles Arts de Madrid l'any 1892 on va guanyar la Medalla d'Or. L'any 1894 guanyà el premi S.A.R la infanta Isabel a l'Exposició General de Belles Arts de Barcelona.

## Altres exposicions
- Exposición Conmemorativa del I Centenario del nacimiento de D. Miguel Blay Fàbrega, Olot, setembre 1966, cat. núm 12.
- Cinquantenari de la mort de Miquel Blay i Fàbrega. Olot, Escola de Belles Arts d'Olot, 11 juliol-17 agost 1986, cat. núm 59.[4]

## Dependències i influències posteriors

### Obres i autors que van influir Blay per a aquesta obra
Aquesta obra mostra influència de l'estil modern d'alguns autors francesos que Blay va conèixer i que va voler portar a Catalunya. En aquesta època encara tenia una forta influència del seu mestre Hugues, i en aquesta escultura concreta també es va inspirar en el tema d'una obra seva, Edip a Colonna. Però l'expressivitat i la modernitat de l'escultura de Blay, deu anys posterior, és evidentment major.
La cara de l'home està inspirada en una escultura de Victor Hugo que va fer Rodin. Rodin és encara en la seva època primerenca, i és aquesta època la que influeix Blay en aquesta escultura.
A més de Rodin i Hugues, altres escultors que van influir en Blay van ser Henri Chapu (influència en aquesta obra, per exemple, en l'harmonia, realisme i solidesa), Camille Claudel (simbolisme, però sobretot en èpoques més posteriors), Constantin Meunier (naturalisme i figures d'homes en bronze, les dones en marbre), etc.

### Influències
Es tracta d'una obra primerenca de Blay, que aleshores no formava part de cap escola. Però l'acabat suau i difuminat de la noia ja denoten característiques modernistes que va repetir posteriorment, per exemple al grup escultòric del Palau de la Música Catalana de Barcelona, que va fer el 1907.

## Semblances i diferències amb els seus coetanis
Amb aquesta obra Blay exerceix el paper d'innovador, i trenca amb l'estil academicista al qual pertanien la majoria d'artistes de l'època. L'escultura és encara realista, com les altres, però el tema que proposa és nou, proposa persones anònimes i una escena quotidiana, on interessa més la càrrega simbòlica que la realitat. També és interessant la seva forta expressivitat, que mostra un sufriment humà idealitzat. És una de les primeres escultures simbòliques a Catalunya i comença a introduir allò que després serà el modernisme.